# دراپ‌باکس

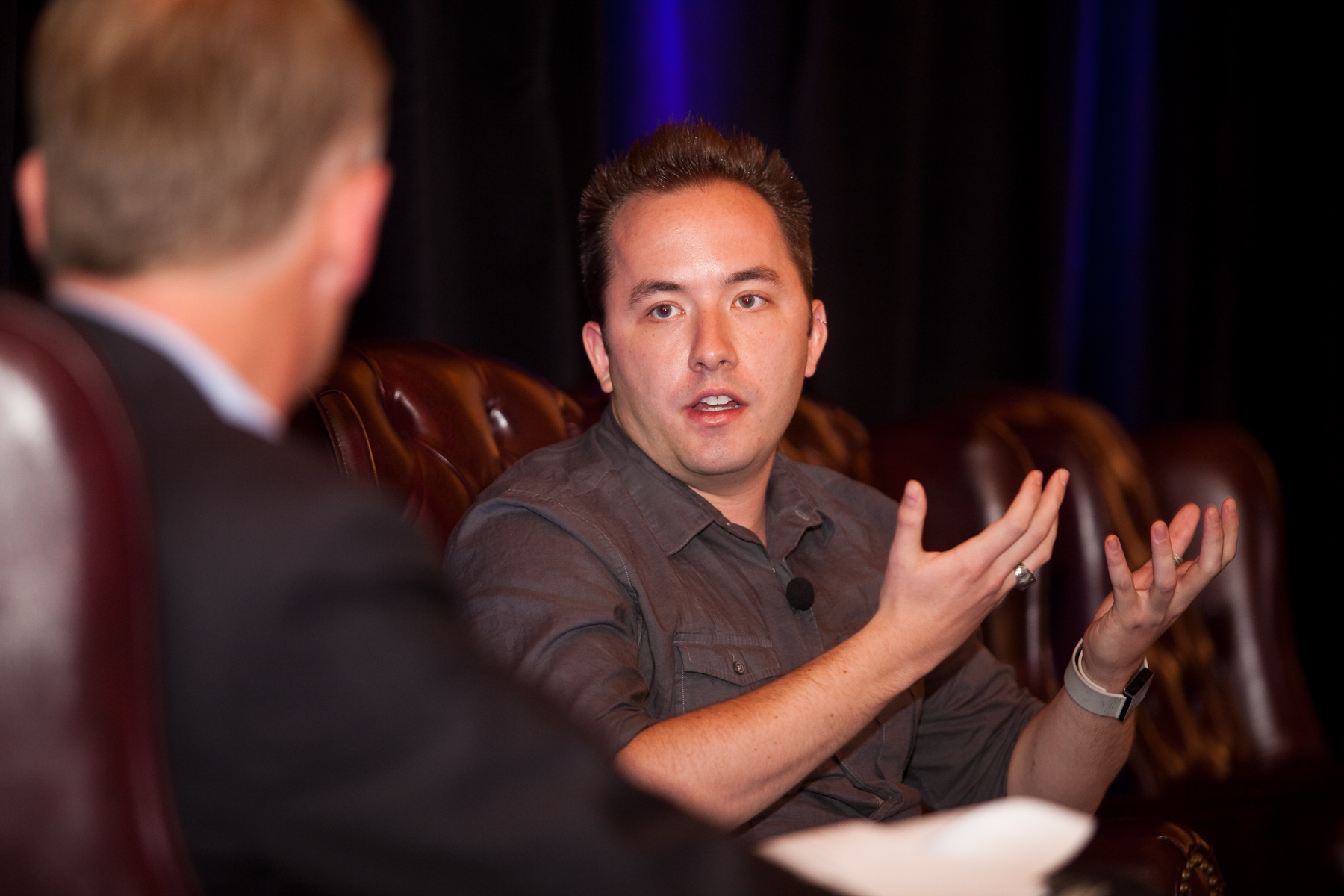
درو هستون بنیان‌گذار دراپ‌باکس

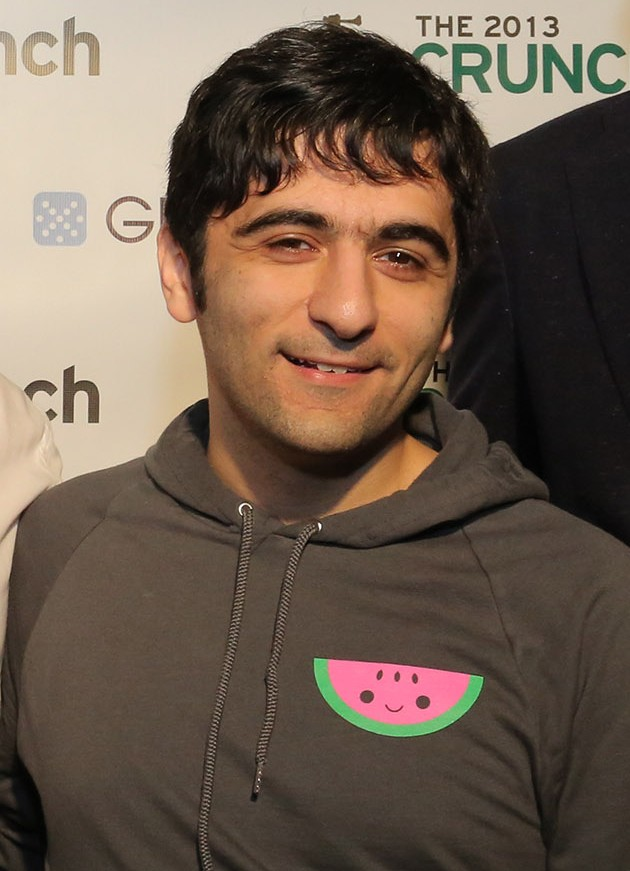
آرش فردوسی بنیان‌گذار دراپ‌باکس

دراپ‌باکس (به انگلیسی: Dropbox)، یک ارائه‌کنندهٔ خدمات میزبانی پرونده در وب است که توسط شرکتی به همین نام اداره می‌شود و امکان همگام‌سازی (به انگلیسی: synchronization) پرونده‌ها روی چند رایانهٔ مختلف یا بین چند کاربر مختلف از طریق اینترنت را فراهم می‌کند. دراپ‌باکس در سال ۲۰۰۷ توسط درو هوستون و آرش فردوسی، فارغ‌التحصیلان ام‌آی‌تی ایجاد گردید.
هنگامی که شما این اپلیکیشن را برروی وسیله اندرویدی یا ای‌اواس‌تان نصب می‌کنید، شما فوراً می‌توانید فایل‌هایتان را آپلود کنید. شما همچنین می‌توانید با استفاده از این اپلیکیشن فایل‌هایتان را با دیگر افراد به اشتراک بگذارید یا اینکه یک فایل عمومی برای هر نوع کاربری طراحی نمایید.
در حال حاضر پس از ثبت نام در سایت فضای رایگانی به حجم ۲ گیگابایت در اختیار کاربر قرار داده می‌شود که در صورت نیاز می‌توان فضای بیشتر از آن را خریداری نمود؛ ولی در عین حال این امکان نیز وجود دارد تا در ازای معرفی هر کاربر جدید، ۵۰۰ مگابایت فضای رایگان از دراپ‌باکس (تا سقف ۱۶ گیگابایت) دریافت نمود.
کاربرد دراپ‌باکس گستره وسیعی مثل پشتیبان‌گیری از فایل‌های حیاتی تا اشتراک‌گذاری سایر فایل‌ها را در بر می‌گیرد.
دراپ‌باکس در سال ۲۰۱۱ خدمات جدیدی را با عنوان «دراپ‌باکس برای گروه‌ها» در اختیار کاربران خود در طبقه مشاغل و گروه‌ها قرار داد.
طبق گزارش OPSWAT، دراپ‌باکس تا دسامبر ۲۰۱۰، ۱۰٫۴۱٪ از سهم بازار در حوزه پشتیبان‌گیری را در جهان به خود اختصاص داده بود. در ماه مه ۲۰۱۱، دراپ‌باکس دست به معاملات با ارائه‌دهندگان خدمات تلفن همراه ژاپنی و سونی اریکسون زد و یکی از شرایط معامله نصب شدن نرم‌افزار دراپ‌باکس به صورت پیش‌فرض بر روی این گوشی‌ها بود.
در ماه مه ۲۰۱۰ کاربران در چین قادر به دسترسی به دراپ‌باکس نبودند. پس از آن، دراپ‌باکس تأیید کرد که آن‌ها توسط دولت چین مسدود شده‌اند. تا نوامبر ۲۰۱۱، وب سایت هنوز هم در چین مسدود بود، اما برنامه‌های کاربردی به صورت محلی نصب شده با برخی از شرکت‌های ISP مربوطه قابل استفاده بودند. از اکتبر ۲۰۱۱، تعداد کاربران دراپ‌باکس به بیش از ۵۰ میلیون کاربر رسید.
در آوریل ۲۰۱۲، دراپ‌باکس اعلام کرد ویژگی‌های جدید این اجازه را به کاربران می‌دهد تا به صورت خودکار عکس‌ها یا فیلم‌ها را از دوربین، موبایل، کارت SD یا گوشی‌های هوشمند آپلود کنند. بعد از ابداع دراپ‌باکس، شرکت‌های گوگل و مایکروسافت نیز چنین سرویس‌هایی تحت عنوان گوگل درایو و اسکای درایو در اختیار کاربران خود گذاشتند ولی دراپ‌باکس همچنان از محبوبیت بیشتری برخوردار است.

## امنیت
ادوارد اسنودن، متخصص امنیت و پیمان‌کار پیشین آژانس امنیت ملی آمریکا که افشاگری‌هایش دربارهٔ برنامه‌های عظیم جاسوسی ارتباطات دیجیتال در دموکراسی‌های بزرگ جهان از جمله آمریکا و بریتانیا زلزله‌ای در دنیای آنلاین و آفلاین پدیدآورده، نسبت به استفاده از سیستم ذخیره‌سازی داده‌های دراپ‌باکس هشدار داد و آن را «دشمن حریم خصوصی کاربران» خواند.
اسنودن این نکات را برای نخستین بار روز پنج‌شنبه (۲۶ تیر، ۱۷ ژوئن) در مصاحبه‌ای با روزنامه گاردین مطرح کرده‌است. به گفته او استفاده از سیستم ذخیره‌سازی ابری دراپ‌باکس که بیش از ۲۰۰ میلیون کاربر در سراسر جهان دارد می‌تواند حریم خصوصی کاربران را در معرض تهدیدات جدی قرار دهد. توصیه او به کاربران این است که از سیستم‌های جای‌گزین و ایمن‌تر از جمله SpiderOak برای ذخیره‌سازی داده‌های شخصی خود استفاده کنند.
دراپ‌باکس هم در واکنش به اظهارات اسنودن اعلام کرده که: «تأمین امنیت و حریم خصوصی کاربران همواره از اولویت‌های این کمپانی بوده و دراپ‌باکس نه تنها هرگز با پریسم همکاری نکرده، که در برابر برنامه‌هایی از این دست مقاومت خواهد کرد.»

## یکپارچه سازی سرویس ابری دراپ‌باکس با مجموعه نرم‌افزارهای اداریآفیس
در نوامبر ۲۰۱۴، مایکروسافت برای ارائه خدمات کاربردی سرویس دراپ‌باکس را به نسخه وب و موبایل آفیس خود اضافه کرد.